# Seatrade

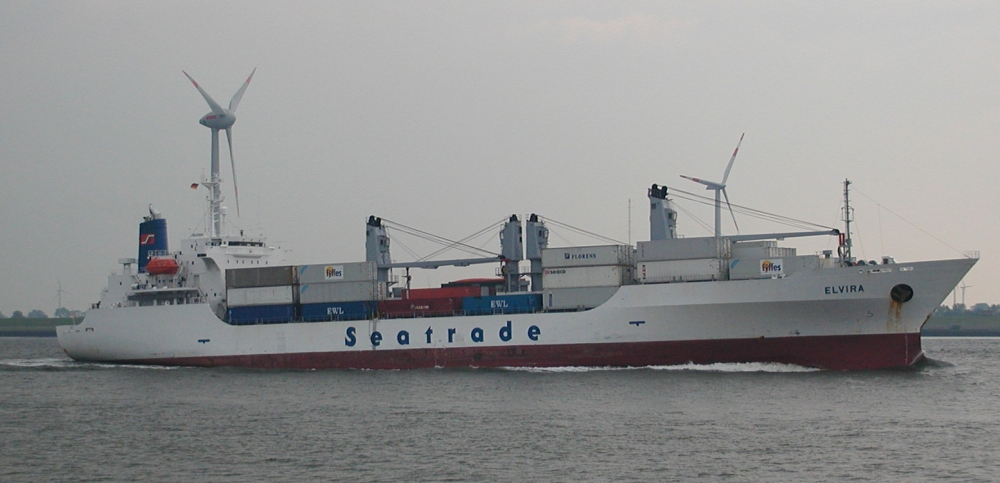
De Elvira op de Elbe

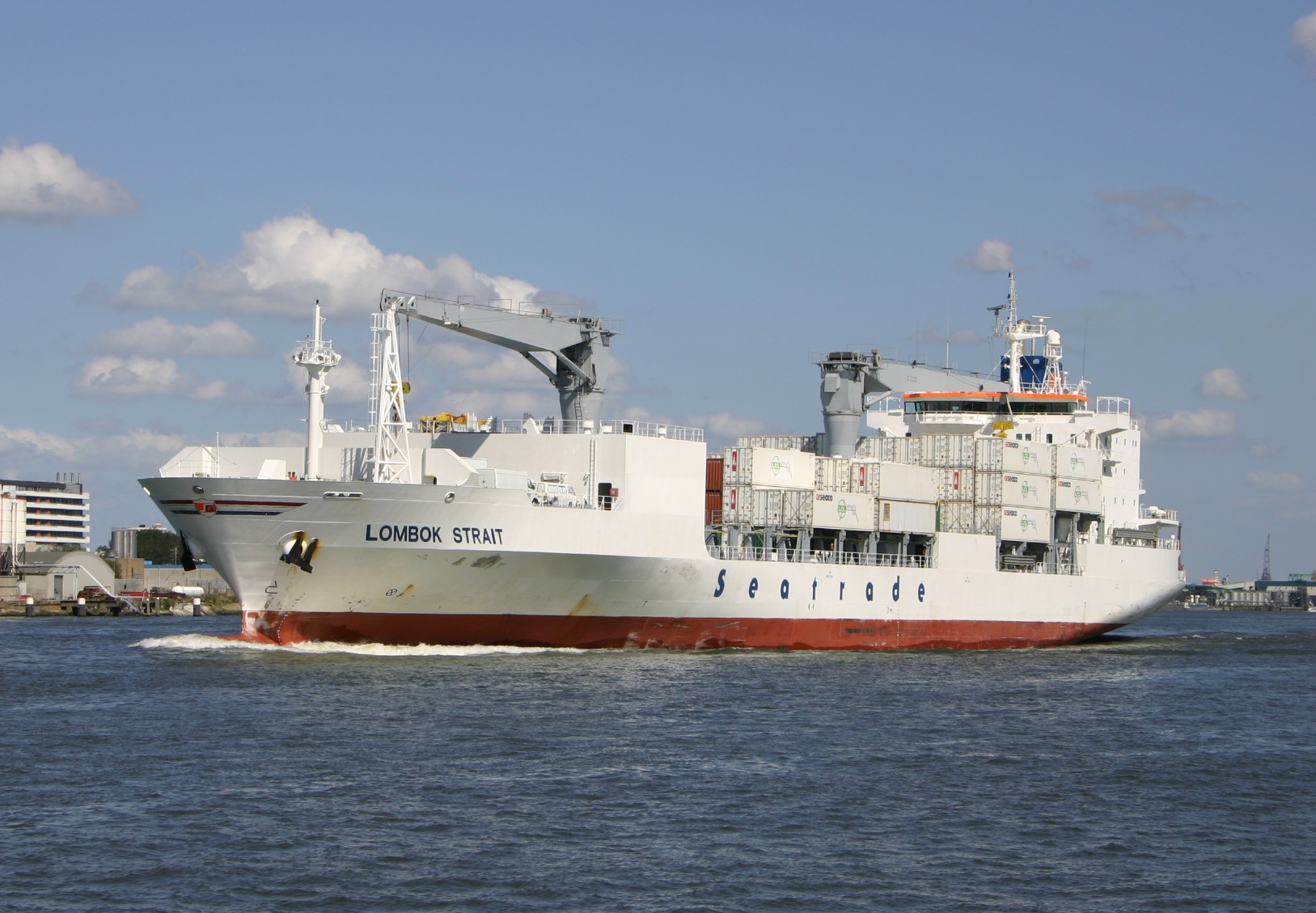
De Lombok Strait vertrek Rotterdam

Seatrade is een Nederlandse rederij, gespecialiseerd in de koel- en vriesvaart.

## Geschiedenis
In 1951 werd het Scheepvaartkantoor Groningen opgericht door vijf kapitein-eigenaren. Ze hadden hun wortels in de kustvaart met scheepjes als tjalken en schoeners. Dit bedrijf was de voorloper van Seatrade.
In de jaren zestig werd een drastische ommezwaai gemaakt, toen werd besloten om over te stappen op koelschepen, wat nog niet eerder was gebeurd in de kustvaart. In 1962 werd het eerste koelschip gebouwd, de Arctic. De vloot groeide al snel uit tot 18 schepen en in 1973 werd de naam veranderd in Seatrade Groningen BV, omdat de originele naam moeilijk uit te spreken was voor buitenlandse klanten.
In 1989 werd Dammers & Van der Heide, ook een koel- en vriesrederij, overgenomen, waardoor Seatrade op slag een van de grootste koel- en vriesreders was met een vloot van 70 schepen. In 1993 zijn de chartering en operations afdelingen verhuisd naar Antwerpen. Kantoor Groningen doet vanaf nu alleen crewing en shipmanagement. Gedurende de jaren negentig en in de 21e eeuw werd de groei doorgezet, middels een combinatie van overnames en nieuwbouw van koelschepen.
In 2016 komt het eerste "Seatrade colour class" reefer/container schip in de vaart, de Seatrade Orange. Deze serie van vijf schepen, lengte 185m, container capaciteit van 2259 TEU, zijn allen gebouwd in China.
Hoewel klein in vergelijking met de containervaartrederijen is Seatrade de grootste gespecialiseerde koel- en vriesvaartrederij ter wereld, met een agentennetwerk wereldwijd.

## Trivia
In 2018 werd er een schip van Seatrade gekaapt bij de Nigeriaanse kust. Vier bemanningsleden, drie Russen en een Filipijn, zijn toen tweeënhalve week vastgehouden. In september 2020 hebben kapers het koelschip Water Phoenix aangevallen voor de kust van Nigeria. Aan boord waren achttien bemanningsleden.